# Gran Premio di superbike di Jerez 2013
Il Gran Premio di Superbike di Jerez 2013 è stata la quattordicesima e ultima prova del campionato mondiale Superbike 2013, è stato disputato il 20 ottobre sul Circuito di Jerez de la Frontera e in gara 1 ha visto la vittoria di Eugene Laverty davanti a Marco Melandri e Tom Sykes, lo stesso pilota si è ripetuto anche in gara 2, davanti a Tom Sykes e Sylvain Guintoli.
Nonostante le due vittorie il pilota irlandese non è riuscito a colmare il divario esistente con il britannico Tom Sykes che si è aggiudicato il titolo iridato piloti.
La vittoria nella gara valevole per il campionato mondiale Supersport 2013 è stata ottenuta da Sam Lowes; il risultato è stato peraltro ininfluente per la classifica generale visto che lo stesso pilota si era aggiudicato matematicamente il titolo già in precedenza.
Si è trattato del ritorno del campionato mondiale Superbike su questo circuito a distanza di vari anni, non vi si gareggiava infatti dal 1990.

## Risultati

### Gara 1

#### Arrivati al traguardo[4]
| Pos. | Nº | Pilota           | Squadra                      | Motocicletta           | Giri | Tempo     | Griglia | Punti |
| ---- | -- | ---------------- | ---------------------------- | ---------------------- | ---- | --------- | ------- | ----- |
| 1º   | 58 | Eugene Laverty   | Aprilia Racing               | Aprilia RSV4 Factory   | 21   | 36:00.919 | 1º      | 25    |
| 2º   | 33 | Marco Melandri   | BMW Motorrad GoldBet         | BMW S1000 RR           | 21   | +0:00.218 | 4º      | 20    |
| 3º   | 66 | Tom Sykes        | Kawasaki Racing              | Kawasaki ZX-10R        | 21   | +0:06.681 | 2º      | 16    |
| 4º   | 50 | Sylvain Guintoli | Aprilia Racing               | Aprilia RSV4 Factory   | 21   | +0:09.327 | 5º      | 13    |
| 5º   | 24 | Toni Elías       | Red Devils Roma              | Aprilia RSV4 Factory   | 21   | +0:20.446 | 6º      | 11    |
| 6º   | 34 | Davide Giugliano | Althea Racing                | Aprilia RSV4 Factory   | 21   | +0:27.633 | 3º      | 10    |
| 7º   | 19 | Chaz Davies      | BMW Motorrad GoldBet         | BMW S1000 RR           | 21   | +0:28.621 | 10º     | 9     |
| 8º   | 2  | Leon Camier      | Fixi Crescent Suzuki         | Suzuki GSX-R1000       | 21   | +0:29.548 | 7º      | 8     |
| 9º   | 12 | Javier Forés     | Ducati Alstare               | Ducati 1199 Panigale R | 21   | +0:29.964 | 8º      | 7     |
| 10º  | 8  | Mark Aitchison   | Team Pedercini               | Kawasaki ZX-10R        | 21   | +0:36.981 | 9º      | 6     |
| 11º  | 16 | Jules Cluzel     | Fixi Crescent Suzuki         | Suzuki GSX-R1000       | 21   | +0:37.008 | 18º     | 5     |
| 12º  | 20 | Sylvain Barrier  | BMW Motorrad GoldBet         | BMW S1000 RR           | 21   | +0:43.179 | 16º     | 4     |
| 13º  | 86 | Ayrton Badovini  | Ducati Alstare               | Ducati 1199 Panigale R | 21   | +0:47.260 | 13º     | 3     |
| 14º  | 27 | Max Neukirchner  | MR-Racing                    | Ducati 1199 Panigale R | 21   | +0:52.154 | 19º     | 2     |
| 15º  | 57 | Lorenzo Lanzi    | Mesaroli Transports A.S.     | Ducati 1098R           | 21   | +0:52.912 | 12º     | 1     |
| 16º  | 23 | Federico Sandi   | Team Pedercini               | Kawasaki ZX-10R        | 21   | +0:54.414 | 14º     |       |
| 17º  | 84 | Michel Fabrizio  | Pata Honda                   | Honda CBR1000RR        | 21   | +1:02.109 | 15º     |       |
| 18º  | 70 | Broc Parkes      | Monster Energy Yamaha - Yart | Yamaha YZF R1          | 21   | +1:02.568 | 11º     |       |

#### Non classificato
| Nº | Pilota            | Squadra              | Motocicletta | Giri | Griglia |
| -- | ----------------- | -------------------- | ------------ | ---- | ------- |
| 31 | Vittorio Iannuzzo | Grillini Dentalmatic | BMW S1000 RR | 15   | 20º     |

#### Ritirato
| Nº | Pilota      | Squadra    | Motocicletta    | Giri | Griglia |
| -- | ----------- | ---------- | --------------- | ---- | ------- |
| 91 | Leon Haslam | Pata Honda | Honda CBR1000RR | 13   | 17º     |

### Gara 2

#### Arrivati al traguardo[5]
| Pos. | Nº | Pilota           | Squadra                      | Motocicletta           | Giri | Tempo     | Griglia | Punti |
| ---- | -- | ---------------- | ---------------------------- | ---------------------- | ---- | --------- | ------- | ----- |
| 1º   | 58 | Eugene Laverty   | Aprilia Racing               | Aprilia RSV4 Factory   | 21   | 36:05.989 | 1º      | 25    |
| 2º   | 66 | Tom Sykes        | Kawasaki Racing              | Kawasaki ZX-10R        | 21   | +0:02.711 | 2º      | 20    |
| 3º   | 50 | Sylvain Guintoli | Aprilia Racing               | Aprilia RSV4 Factory   | 21   | +0:05.710 | 5º      | 16    |
| 4º   | 24 | Toni Elías       | Red Devils Roma              | Aprilia RSV4 Factory   | 21   | +0:15.509 | 6º      | 13    |
| 5º   | 19 | Chaz Davies      | BMW Motorrad GoldBet         | BMW S1000 RR           | 21   | +0:21.830 | 10º     | 11    |
| 6º   | 2  | Leon Camier      | Fixi Crescent Suzuki         | Suzuki GSX-R1000       | 21   | +0:26.558 | 7º      | 10    |
| 7º   | 57 | Lorenzo Lanzi    | Mesaroli Transports A.S.     | Ducati 1098R           | 21   | +0:30.840 | 12º     | 9     |
| 8º   | 16 | Jules Cluzel     | Fixi Crescent Suzuki         | Suzuki GSX-R1000       | 21   | +0:33.056 | 18º     | 8     |
| 9º   | 8  | Mark Aitchison   | Team Pedercini               | Kawasaki ZX-10R        | 21   | +0:36.299 | 9º      | 7     |
| 10º  | 34 | Davide Giugliano | Althea Racing                | Aprilia RSV4 Factory   | 21   | +0:40.867 | 3º      | 6     |
| 11º  | 27 | Max Neukirchner  | MR-Racing                    | Ducati 1199 Panigale R | 21   | +0:44.308 | 19º     | 5     |
| 12º  | 70 | Broc Parkes      | Monster Energy Yamaha - Yart | Yamaha YZF R1          | 21   | +0:52.483 | 11º     | 4     |
| 13º  | 20 | Sylvain Barrier  | BMW Motorrad GoldBet         | BMW S1000 RR           | 21   | +0:53.674 | 16º     | 3     |
| 14º  | 84 | Michel Fabrizio  | Pata Honda                   | Honda CBR1000RR        | 21   | +1:20.316 | 15º     | 2     |
| 15º  | 23 | Federico Sandi   | Team Pedercini               | Kawasaki ZX-10R        | 18   | +3 giri   | 14º     | 1     |

#### Ritirati
| Nº | Pilota            | Squadra              | Motocicletta           | Giri | Griglia |
| -- | ----------------- | -------------------- | ---------------------- | ---- | ------- |
| 91 | Leon Haslam       | Pata Honda           | Honda CBR1000RR        | 4    | 17º     |
| 86 | Ayrton Badovini   | Ducati Alstare       | Ducati 1199 Panigale R | 2    | 13º     |
| 12 | Javier Forés      | Ducati Alstare       | Ducati 1199 Panigale R | 0    | 8º      |
| 31 | Vittorio Iannuzzo | Grillini Dentalmatic | BMW S1000 RR           | 0    | 20º     |

### Supersport

#### Arrivati al traguardo
| Pos. | Nº | Pilota               | Squadra                        | Motocicletta     | Giri | Tempo     | Griglia | Punti |
| ---- | -- | -------------------- | ------------------------------ | ---------------- | ---- | --------- | ------- | ----- |
| 1º   | 11 | Sam Lowes            | Yakhnich Motorsport            | Yamaha YZF R6    | 20   | 34'59.865 | 1º      | 25    |
| 2º   | 54 | Kenan Sofuoğlu       | MAHI Racing Team India         | Kawasaki ZX-6R   | 20   | +2.117    | 3º      | 20    |
| 3º   | 47 | Roberto Rolfo        | ParkinGo MV Agusta Corse       | MV Agusta F3 675 | 20   | +7.966    | 2º      | 16    |
| 4º   | 60 | Michael van der Mark | Pata Honda                     | Honda CBR600RR   | 20   | +9.714    | 6º      | 13    |
| 5º   | 26 | Lorenzo Zanetti      | Pata Honda                     | Honda CBR600RR   | 20   | +23.643   | 8º      | 11    |
| 6º   | 84 | Riccardo Russo       | Puccetti Racing Kawasaki       | Kawasaki ZX-6R   | 20   | +25.234   | 9º      | 10    |
| 7º   | 88 | Kevin Coghlan        | Kawasaki DMC-Lorenzini         | Kawasaki ZX-6R   | 20   | +25.427   | 19º     | 9     |
| 8º   | 32 | Sheridan Morais      | Team Goeleven                  | Kawasaki ZX-6R   | 20   | +27.025   | 10º     | 8     |
| 9º   | 65 | Vladimir Leonov      | Yakhnich Motorsport            | Yamaha YZF R6    | 20   | +27.173   | 4º      | 7     |
| 10º  | 99 | Fabien Foret         | MAHI Racing Team India         | Kawasaki ZX-6R   | 20   | +29.371   | 12º     | 6     |
| 11º  | 66 | Danny Webb           | PTR Honda                      | Honda CBR600RR   | 20   | +32.277   | 11º     | 5     |
| 12º  | 91 | Roberto Tamburini    | Team Lorini                    | Honda CBR600RR   | 20   | +34.439   | 17º     | 4     |
| 13º  | 44 | David Salom          | Kawasaki Intermoto Ponyexpres  | Kawasaki ZX-6R   | 20   | +34.585   | 16º     | 3     |
| 14º  | 20 | Mathew Scholtz       | Suriano Racing                 | Suzuki GSX-R600  | 20   | +36.110   | 21º     | 2     |
| 15º  | 45 | Marco Faccani        | Evan Bros R. by S.M.A. Honda I | Honda CBR600RR   | 20   | +37.103   | 14º     | 1     |
| 16º  | 4  | Jack Kennedy         | Rivamoto                       | Honda CBR600RR   | 20   | +39.034   | 20º     |       |
| 17º  | 55 | Massimo Roccoli      | Pata by Martini                | Yamaha YZF R6    | 20   | +42.803   | 15º     |       |
| 18º  | 49 | Matthieu Lagrive     | Kawasaki Intermoto Ponyexpres  | Kawasaki ZX-6R   | 20   | +52.351   | 22º     |       |
| 19º  | 87 | Luca Marconi         | PTR Honda                      | Honda CBR600RR   | 20   | +58.324   | 24º     |       |
| 20º  | 38 | Lee Johnston         | Honda PTR                      | Honda CBR600RR   | 20   | +1'03.289 | 23º     |       |
| 21º  | 5  | Raffaele De Rosa     | Team Lorini                    | Honda CBR600RR   | 20   | +1'11.570 | 13º     |       |
| 22º  | 7  | Nacho Calero         | Honda PTR                      | Honda CBR600RR   | 20   | +1'12.202 | 25º     |       |
| 23º  | 59 | Alex Schacht         | Racing Team Toth               | Honda CBR600RR   | 20   | +1'12.271 | 26º     |       |
| 24º  | 10 | Imre Tóth            | Racing Team Toth               | Honda CBR600RR   | 20   | +1'14.230 | 27º     |       |
| 25º  | 15 | Corey Alexander      | Honda PTR                      | Honda CBR600RR   | 20   | +1'15.656 | 28º     |       |
| 26º  | 40 | Brodie Waters        | AARK Racing                    | Honda CBR600RR   | 20   | +1'22.838 | 29º     |       |

#### Ritirati
| Nº  | Pilota          | Squadra                  | Motocicletta     | Giri | Griglia |
| --- | --------------- | ------------------------ | ---------------- | ---- | ------- |
| 17  | Ronan Quarmby   | Prorace                  | Honda CBR600RR   | 17   | 18º     |
| 98  | Fraser Rogers   | Complus SMS Racing       | Honda CBR600RR   | 17   | 30º     |
| 161 | Alexey Ivanov   | Kawasaki DMC-Lorenzini   | Kawasaki ZX-6R   | 13   | 31º     |
| 24  | Eduard Blokhin  | Rivamoto                 | Honda CBR600RR   | 7    | 32º     |
| 21  | Christian Iddon | ParkinGo MV Agusta Corse | MV Agusta F3 675 | 6    | 5º      |
| 25  | Alex Baldolini  | Suriano Racing           | Suzuki GSX-R600  | 2    | 7º      |